# Létó
Létó görög mitológiai alak, Koiosz és Phoibé leánya, Aszteria nővére, Zeusz kedvese, Apollón és Artemisz anyja. Jelzője: „széphajú”. A rómaiak Latona néven ismerték.

## Létó a mitológiában
Létó szépsége Zeuszt, a legfőbb istent igézte meg, s hogy Zeusz féltékeny feleségét, Hérát kijátsszák, fürj alakban egyesültek. Ennek ellenére Hérának tudomására jutott a dolog, és dühe Létónak sok szenvedést okozott. Először is ráküldte Püthónt, a szörnyű kígyót, hogy elpusztítsa, majd megesküdött rá, hogy Létó nem szülheti meg gyermekeit olyan helyen, amelyet már értek a nap sugarai. Létó Püthónnal a nyomában bolyongani kezdett, hogy olyan helyet keressen, ahol megszülheti gyermekeit, de egyik föld sem akarta befogadni, hisz mindenki Héra bosszújától tartott.
Létó bebarangolta a szárazföldet és a szigeteket egyaránt, így jutott el Délosz kietlen szigetére is. Délosz akkoriban még úszó sziget volt, felszínét iszap fedte, és így sodródott a tengeren. Mikor Létó a szigetre lépett, két szikla emelkedett ki a tengerből, megszilárdítva Délosz helyzetét, és elzárta az utat Püthón elől. Poszeidón, segítve öccse kedvesét, magasra emelte a tenger hullámait, és a víz kék kupolaként borult a szigetre, hogy elárnyékolja a földet, mivel Létó csak olyan földön szülhetett, amelyet még nem érintettek a nap sugarai.
Létót körülvették az istennők, Themisz, Rhea, Dióné, Amphitrité, Irisz és még sokan mások, csak Héra és a szülést segítő Eileithüia maradt távol, aki előtt Héra eltitkolta, hogy Létó gyermekeket vár. Létó kilenc nap és éjszaka szenvedett, de nem tudta megszülni gyermekeit. Ekkor az istennők elküldték követüket, Íriszt, hogy Hérát kijátszva hozza el Eileithüiát, cserébe ígérjen neki egy gyönyörű arany nyakláncot. Eileithüia ráállt a dologra, s mikor a szigetre megérkezett Létó, megszülte leányát, Artemiszt a Künthosz-hegy oldalán, és rá egy napra Apollónt. Miután megszülte gyermekeit, Héra Zeusz kérésére elvetette haragját, s Létó két gyermekével az Olümposzra költözött.
Később egy alkalommal, mikor Létó Apollónt látogatta meg Delphoiban Titüosz, Gaia fia megtámadta és meg akarta erőszakolni. Létó segélykiáltásaira Apollón és Artemisz anyjuk segítségére siettek, és Titüoszt halálra nyilazták, Zeusz pedig szörnyű büntetést szabott ki rá az Alvilágban.